# 豊体
豊体（ぶたい）は、茨城県つくばみらい市にある地名。郵便番号は300-2347。
　

## 概要
つくばみらい市の南部に位置する。旧豊村の中心地域であった為、茨城県道46号野田牛久線の道沿いを中心に店舗や住宅が所在し、その周囲を農地が囲んでいる。
住宅やつくばみらい市立豊小学校があり、地域内に茨城県道46号野田牛久線や茨城県道130号常総取手線が通る市内の交通の要所の一つである。
東は福田・市野深、北は成瀬・新戸、西は青木・青古新田、南は長渡呂・長渡呂新田と接している。

## 世帯数と人口
2017年（平成29年）8月1日現在の世帯数と人口は以下の通りである。
| 大字 | 世帯数  | 人口  |
| ---- | ------- | ----- |
| 豊体 | 295世帯 | 835人 |

## 豊体バイパス
豊体バイパス（つくばみらい市道・豊体横町下宿線）は、地域内を南北に縦断する約800mのバイパス道路である。
以前、茨城県道46号野田牛久線と茨城県道130号常総取手線との交差点は、変則的な形状であったため、慢性的な渋滞が発生していた。さらに歩道も整備されておらず、歩行者安全確保が長年の課題であった。これらを抜本的に改善するために造られたのが当バイパスであり、2014年2月18日に開通した。
当バイパスの開通により歩行者の安全が確保され渋滞も解消されている。この区間を通過するのに開通前は約10分かかっていたが、開通後は約3分に短縮した。

## 交通
JR常磐線取手駅や市内の首都圏新都市鉄道つくばエクスプレスみらい平駅を結ぶ路線バス、つくばみらい市コミュニティバス｢みらい号｣が地域内を走っている。
路線バス
地域内には「伊奈中央」、「豊体」の2つの停留所がある。
| 系統 | 主要経由地                           | 行先       | 運行会社 |
| ---- | ------------------------------------ | ---------- | -------- |
|      | 豊体・谷井田・大橋・白山8丁目        | 取手駅西口 | ■関鉄    |
|      | 伊奈中央・谷井田・大橋・白山8丁目    | 取手駅西口 | ■関鉄    |
|      | 豊体・小張・高波                     | みらい平駅 | ■関鉄    |
|      | 豊体・小張・高波・みらい平駅         | 谷田部車庫 | ■関鉄    |
|      | 豊体・板橋小学校・筑波ゴルフ場・高岡 | 谷田部車庫 | ■関鉄    |

コミュニティバス
地域内には「豊小学校前」、「青古新田入口」の2つの停留所がある。
| 系統 | 主要経由地                                                 | 行先           | 運行会社 |
| --- | ---------------------------------------------------------- | -------------- | -------- |
| 南（右） | 小張・愛宕住宅前・高波                                     | 循環みらい平駅 | ■関鉄    |
| 南（左） | 守谷駅東口・伊奈庁舎・きらくやまふれあいの丘・板橋小学校前 | 循環みらい平駅 | ■関鉄    |
| 備考 - 循環は循環路線 - 南（右）は、つくばみらい市コミュニティバスの系統。南は南ルート、（右）は右回りを意味する。 |                                                            |                |          |

## 小・中学校の学区
市立小・中学校に通う場合、学区は以下の通りとなる。
| 番地 | 小学校                   | 中学校                     |
| ---- | ------------------------ | -------------------------- |
| 全域 | つくばみらい市立豊小学校 | つくばみらい市立伊奈中学校 |

## 施設
- つくばみらい市立豊小学校
- 浄円寺